# 6936 Cassatt
6936 Cassatt è un asteroide della fascia principale. Scoperto nel 1960, presenta un'orbita caratterizzata da un semiasse maggiore pari a 2,5988514 UA e da un'eccentricità di 0,0796699, inclinata di 3,66204° rispetto all'eclittica.